# Ростјењице-Звоновице
Ростјењице-Звоновице (чеш. Rostěnice-Zvonovice) је насељено мјесто са административним статусом сеоске општине (чеш. obec) у округу Вишков, у Јужноморавском крају, Чешка Република.

## Становништво
Према подацима о броју становника из 2014. године насеље је имало 500 становника.